# Barronopsis barrowsi
Barronopsis barrowsi är en spindelart som först beskrevs av Willis J. Gertsch 1934.  Barronopsis barrowsi ingår i släktet Barronopsis och familjen trattspindlar. Inga underarter finns listade.